# Герейські ігри
Гереї (Герейські ігри) — стародавнє грецьке свято, на якому молоді дівчата змагалися у бігу на честь богині Гери. Гонки проводилися кожні чотири роки в Олімпії і, ймовірно, відбувалися приблизно в той же час, що й стародавні Олімпійські ігри. Одне з перших змагань жіночого спорту.

## Огляд

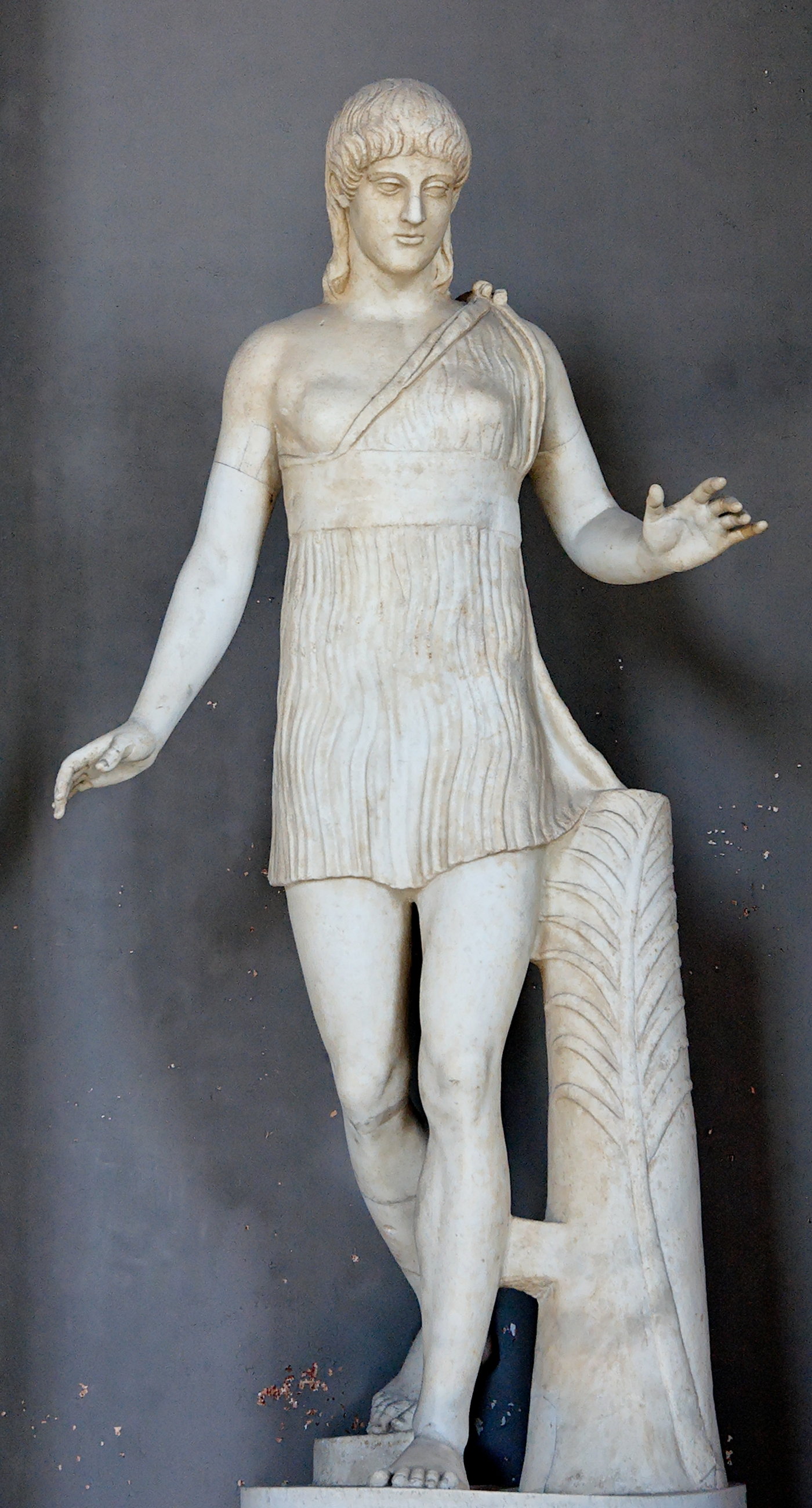
Дівчина, що біжить. Короткий хітон, який вона носить, оголюючи праву грудь, і розпущене волосся є відмінними характеристиками учасниць Герейських ігор. Ця мармурова статуя, ймовірно, є римською копією грецького оригіналу. прибл. 460 до н. е.

Про Гереї відомо небагато, але більшість наших знань походить з опису Греції Павсанія. Дата початку фестивалю невідома. Павсаній каже, що ігри є αρχαια (archaia, «старий»). Існують докази культової діяльності в Олімпії ще в десятому столітті до нашої ери, але найдавніша культова діяльність на цьому місці, здається, зосереджена навколо культу Зевса.
Культ Гери існував приблизно в 600 році до нашої ери, коли був побудований перший храм Гери в Олімпії. Невідомо, чи були змагання оригінальною особливістю фестивалю, чи пізнішим доповненням. Одна з історій у Павсанія пов'язує 16 жінок з конфліктом між Елідою і Пізою після смерті Дамофона, тирана Пізи близько 580 р. до н. е. Якщо фестиваль був створений до цього моменту, можливо, приблизно в цей час відбулася реорганізація (як це було на інших грецьких фестивалях у пізній архаїчний період).
Єдиною подією на Герейських іграх був забіг на стадіоні, який був на шосту частину коротшим, ніж еквівалент чоловічої гонки. У іграх змагалися лише партеної (неодружені молоді жінки). Учасниці змагалися в трьох різних вікових категоріях, хоча точно невідомо, скільки років їм було. Вони носили характерне вбрання з короткого хітону, відрізаного вище колін, який залишав оголеними праве плече і грудь, носили розпущене волосся. Цей одяг, можливо, походить від ексоміс, варіанту хітону, який носили робітники та пов'язаний з Гефестом.
Переможниці отримували оливковий вінок та частину корови, яку принесли в жертву Гері. Їм також було дозволено присвятити Гері статуї з написом їх імені, хоча жодна з цих статуй не збереглася.

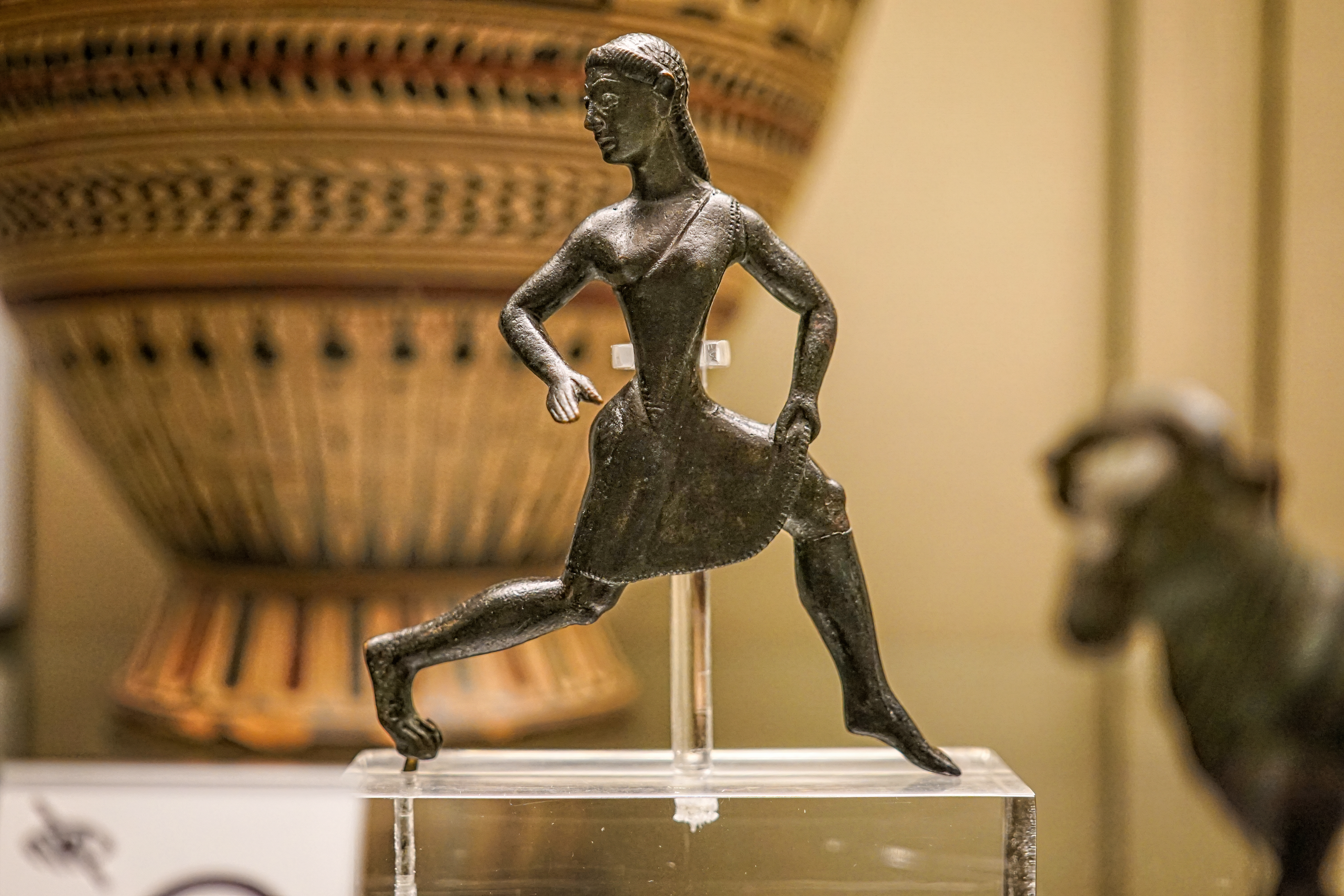
Бронзова статуя дівчини, що біжить, прибл. 560 рік до нашої ери Фігура, ймовірно, з Лаконії, одягнена як учасниця Герейських ігор

Герейські ігри керувалися групою з 16 жінок, відповідальних за ткацтво пеплосу для Гери і організації хорових танців в честі Гіпподамії і Physcoa. Павсаній наводить дві історії про цих шістнадцять жінок. По-перше, Герейські ігри були засновані Гіпподамією, і перші ігри були проведені на честь її шлюбу з Пелопом, вона вибрала шістнадцять жінок для участі в іграх. Друга полягає в тому, що для врегулювання суперечки між Елідою і Пізою було вибрано мудру літню жінку з кожного з шістнадцяти полісів у стародавній Еліді для вирішення суперечки; на цих жінок також покладалася відповідальність за організацію Герейських ігор.
Герейські ігри могли бути обрядами статевого дозрівання, або передшлюбними ритуалами. Метью Діллон стверджує, що, оскільки для учасниць було три різні вікові категорії, церемонії навряд чи були пов'язані з одруженням. З іншого боку, перегони були пов'язані з міфологічним весіллям, а інші перегони між дівчатами в Стародавній Греції (наприклад, перегони на честь Діоніса в Спарті, також описані Павсанієм), схоже, були пов'язані з весільними ініціаціями.